# 一ノ瀬あきら
一ノ瀬 あきら（いちのせ あきら、1987年4月2日 - ）は、日本のAV女優。ピースプロモーション所属。
身長：160cm 、スリーサイズ：B 90cm W 60cm H 92cm。

## 略歴
2007年にAVデビュー。

## 作品

### アダルトビデオ
2007年
- 女軍人 Vol.01 恥辱のクーデター!女軍人を襲う卑劣な罠（10月12日、GIGA）
- 特選!!S級素人ギャルコレクション 4時間 4（10月19日、メディアステーション）
- 萌えあがる募集若妻 淫らに狂い出す身売りわかづま 80 あきらさん（10月20日、プレステージ）
- 痴女 女子大生は就職活動中（10月26日、アップス）
- 生中出し女子校生4時間 4（11月16日、メディアステーション）
- 初脱ぎGAL’S 10連発 6（11月30日、クリスタル映像）
- 巨乳温泉コンパニオン 3（12月6日、V&Rプロダクツ）
- もしもこんな○○があったら…パート10 アイウェアサロン編（12月6日、V&Rプロダクツ）
- 初めてのアダルトモデル入門（12月20日、SODクリエイト）
- ヒロイン陵辱 Vol.05 セーラーシャイン 光の美少女戦士（12月21日、GIGA）
- 愛奴緊縛露出旅情（12月30日、ゴリラプロジェクト）

2008年
- 中出しフリーターだいちゃん 引越し屋編（1月5日、アイエナジー）
- 狙われた人妻 無理やり犯される5人の人妻たち 第4章（1月12日、隼エージェンシー）
- Big Boin Style(1月12日、隼エージェンシー）
- はじめましてROCKETです!ロケットおっぱい20人!女子校生◆看護婦◆女子社員 巨乳丸出し妄想3本立てスタートスペシャル（1月17日、ロケット）他多数出演
- 凄潮 巨乳女に中出し 人間噴水 あきら 21歳（1月22日、リアルエレメント）
- ふたなりヒロイン ギャラクシーガール（1月25日、GIGA）
- 若奥さまは犯されたい 其ノ壱（1月25日、クリスタル映像）
- 万引き娘たちを犯（ヤ）る 3時間（2月8日、ビッグモーカル）
- 愛しのフェラチーオ8 6人のザーメン中毒(2月9日、隼エージェンシー）
- こだわりの手コキ 4時間SP VII(2月9日、隼エージェンシー）他多数出演
- CHARISMA☆MODEL（2月19日、kira☆kira）
- 極上ベロベロリラックス ～芯まで癒すリップマッサージサロン～(2月25日、しのだプロジェクト）
- 押忍!巨乳柔道部（3月20日、LADY×LADY）
- 中出し素人巨乳OL 2（3月28日、ビッグモーカル）
- 競泳水着が大好きだ（4月25日、メディアバンク）
- kira☆kiraALLSTARS 極上BODY☆巨乳乱交（5月19日、kira☆kira）
- kira☆kira HIGH SCHOOL GALS Vol.4(6月19日、kira☆kira）
- Hなファーストフード店・M字にナルドへようこそ!2(6月19日、V&Rプロダクツ）
- 巨乳ライフセーバー あきらGカップ(7月4日、アキノリ）
- アロマ仮想風俗シリーズ ノーブラミニスカちら見せオフィス(7月13日、アロマ企画）
- ムラムラが抑えきれないの。（7月19日、乱丸）
- 女性専用ショタコン風俗何でもするよ!ぼく○才（7月19日、クロス）
- パンティーずラしてそのまま挿入!下着着用のままSEXしているエロいビデオ（8月13日、カルマ）
- 隠し撮り!現場裏でスタッフが女優をマジ口説き!（9月26日、メディアバンク）
- 寝取られ、妻（10月5日、ワープエンタテインメント）
- KARMA未公開作品集（10月13日、カルマ）
- SPLASH GIRL スプラッシュ･ガール 女鯨 09（10月19日、桃太郎映像出版）
- パイズリ狭射 トリプル痴女大乱交（11月22日、ワンズファクトリー）
- 極上美女のベロベロ接吻の妄想世界（12月13日、マルクス兄弟）

2009年
- 美尻フェチ デッカイお尻でシゴかれたい!（1月13日、マルクス兄弟）
- 秘書in… [脅迫スイートルーム] Secretary Akira（25）（1月15日、ドリームチケット）
- 社長秘書はインテリ痴女（2月1日、ワンズファクトリー）
- キレイなお姉さんのムチムチ巨尻（2月13日、AVS）
- 欲しがる美女のゴックン生中出し大乱交（2月19日、エムズビデオグループ）
- 気づけばいつも、アナル舐め（3月15日、ワープエンタテインメント）
- 鎖威罵亜苦雌　サイバーアクメ05（4月1日、MAD）
- Fetishism（4月24日、映天）
- 無理矢理に連続で2回出さされる手コキ（5月1日、ワンズファクトリー）
- 絶対中出し出来る痴女クリニック（5月13日、マルクス兄弟）
- 極上美女のベロベロ接吻の妄想世界（5月13日、マルクス兄弟）
- A→HIP 魅惑のオシリーナ（5月19日、ROOKIE）
- アクメ自転車がイクッ　アクメ第5形態（5月21日、SODクリエイト）
- 一ノ瀬あきらの本能（6月19日、INAZUMA）
- 優しいお姉さんの卑猥な口淫 淫猥マンション905号室（6月20日、プレステージ）

2010年
- 美尻の美学（1月19日、ミル）
- 旦那の同僚に脅されて（1月21日、タカラ映像）
- そのお尻、凶暴につき（3月6日、映天）